# Juvenilia Reggio Emilia
L'Associazione Sportiva Dilettantistica Juvenilia era la principale società di pallacanestro femminile di Reggio Emilia.
Fondata nel 1963, ha chiuso la sua attività con la stagione 2012-13.

## Storia
La società fu fondata nel 1963 con il nome di Arbor Reggio Emilia. Inizialmente disputò la Serie B e fu sponsorizzata dalla VB Conf.
Negli anni '80 l'Arbor disputa la Serie C e torna in Serie B solo nel 1985. Al primo anno di terza serie, la Fotorama Reggio Emilia disputa i play-off per la promozione in Serie A2. Nel 1987, allenata da Giovanni Iori, l'Isiplast Reggio viene promossa per la prima volta nella serie cadetta.
Nel 1987-88 retrocede subito. Nel 1989 giunge quinta in Serie B e la stagione successiva disputa i play-off. Dopo alcuni anni di anonimato, l'Arbor lascia l'attività nel settore di pallacanestro femminile. Nel 1997 la Juvenilia, nata proprio dall'Arbor, si fonde con l'Ahena Cesena e viene così ammessa alla Serie A1.
Nel 1997-98 si classifica seconda e disputa i play-off per lo scudetto. Nel 1998-99 torna in Serie A2, in seguito ad una retrocessione dovuta a problemi economici.
Nel 2000-01 si classifica al secondo posto, dietro la Cras Taranto, ma non riesce a conquistare la promozione; nella stagione successiva è la Virtus Viterbo a conquistare la promozione a spese della Juvenilia. Nel 2002-03 la Memar Reggio Emilia viene promossa in A1, in occasione del quarantesimo anniversario dalla fondazione. Anche in questo caso, la permanenza nella massima serie dura solo un anno. Dal 2004-05 la Memar disputa la Serie A2 ad alto livello.

## Roster 2008-09
- Ilaria Orlandini, Guardia, 1974, 171 cm.
- Costanza Giorgi, Guardia, 1989, 178 cm.
- Elena Capolicchio, Play/Guardia, 1992, 169 cm.
- Erika Bonezzi, Guardia, 1991, 175 cm.
- Maria Giulia Pegoraro, Play/Guardia, 1989, 174 cm.
- Nicole Reali, Ala, 1982, 178 cm.
- Alessia Scopigno, Guardia, 1984, 175 cm.
- Elena Strada, Ala/Pivot, 1981, 183 cm.
- Alice Brevini, Ala, 1983, 180 cm.
- Magdalena Kozdron, Guardia, 1980, 172 cm.
- Martina Sandri, Pivot, 1988, 184 cm.
- Gloria Vian, Pivot, 1989, 189 cm.